# NGC 3159
NGC 3159 je galaksija u zviježđu Malom lavu.

## Vanjske poveznice
- SEDS: NGC 3159